# 1640 en France
Chronologie de la France
- 1636
- 1637
- 1638
- 1639
- 1640
- 1641
- 1642
- 1643
- 1644

## Événements
- 2 janvier : le chancelier Séguier entre dans Rouen après la répression de la révolte des va-nu-pieds[1].
- 6 janvier : Salses est reprise par les Espagnols[2].
- 24 janvier : mariage de Nicolas Fouquet et Louise Fourché à Notre Dame de Nantes[3].

- 19 février : le Triomphe de la Beauté, ballet de Mademoiselle, assistée de Mesdemoiselles de Vendôme, de Bourbon, de Longueville, de Rohan, et présenté devant la cour au Palais-Cardinal, puis à l’Arsenal chez Madame de la Meilleraye et à Saint-Germain[4],[5].

- 26 février : libération du prince polonais Jean Casimir Vasa, détenu à Vincennes sur ordre de Richelieu[6].

- 31 mars : déclaration royale pour la refonte générale des monnaies. Création du Louis d’or, valant 5, 10 et 20 livres, frappés à partir du 24 février 1641[7]. Son créateur, le surintendant des Finances Claude de Bullion, meurt le 22 décembre, laissant une fortune considérable de 8 millions de livres[8].
- 13 juin - 8 août : conquête d’Arras.
- 23 juin : un collecteur d’impôts, Jacques Puech, est tué lors d’émeutes dans le faubourg d’Allier à Moulins. Une nouvelle émeute antifiscale éclate le 15 juillet. Dans la nuit du 24 août au 25 août, Rivet, le principal meneur, est arrêté. Les émeutiers attaquent la ville et plusieurs d'entre eux sont tués. Les troupes du prince de Condé rétablissent l’ordre. Une cérémonie d’expiation et d’excuses publiques a lieu le 20 octobre suivant[9].

- 14 août : l’assemblée du clergé réunie à Mantes accorde au roi un « don gratuit » de 5,5 millions de livres[10]

- 3 septembre : Michel Le Tellier devient intendant de l’armée d’Italie. Il rencontre Turenne en octobre à Turin[11].
- 21 septembre : naissance de Philippe, duc d’Anjou, dit « Monsieur », à Saint-Germain-en-Laye deuxième fils de Louis XIII et d’Anne d’Autriche[12].
- 22 septembre : prise de Turin par le comte d’Harcourt.
- Septembre : publication posthume à Louvain de l'Augustinus, de l’évêque d’Ypres Cornelius Jansen dit Jansénius, acte fondateur du jansénisme[13].

- 26 novembre : la Cour des Aides enregistre un édit du roi qui révoque les anoblissements accordés depuis la mort d’Henri IV[14].

- À Paris, Nicolas Sauvage a l’idée de louer des carrosses à sa clientèle. Comme il a loué une maison rue Saint-Antoine qui possédait une image peinte de saint Fiacre, le nom est resté pour les carrosses hippomobiles[15].